# Haris Attila
Haris Attila (Szolnok, 1997. január 23. –) korosztályos magyar válogatott labdarúgó, védekező középpályás, jelenleg a Kecskeméti TE játékosa.

## Sikerei, díjai
Ferencváros
- Magyar ligakupa-győztes (1): 2014–15
- Magyar kupa-győztes (2): 2014–15, 2015–16

 Debreceni VSC
- NB II-bajnok (1): 2020–21